# Роса (фільм)
«Роса» (рос. «Роса») — російський радянський художній фільм, кіноповість режисера Анатолія Ниточкина, знятий за мотивами повісті Олексія Коркищенка «Стара кобила Зіна» на кіностудії ТО «Екран» у 1975 році.

## Сюжет
П'ятий рік по війні. Сільський школяр зацікавився незвичною поведінкою старої кобили і дізнався через це про минуле своїх односельчан в роки німецько-радянської війни...

## У ролях
- Валера Богомолов - Трошка
- Тетяна Назарова - Устя
- Саша Галанський - Федя
- Борис Чирков - голова колгоспу
- Любов Соколова - Катерина Іванівна
- Віктор Косих - Миколка «Ханига»
- Лариса Лужина - мати Трошки
- Дмитро Орловський - дід Олексій
- Клементина Ростовцева - бабуся
- Юрій Назаров - Леонтій Павлович
- Майя Булгакова - удова
- Степан Крилов - Полухін
- Олександр Харитонов - дядько Гена